# Karl Pferschy

Aus dem Fassental (Aquarell, 1911)

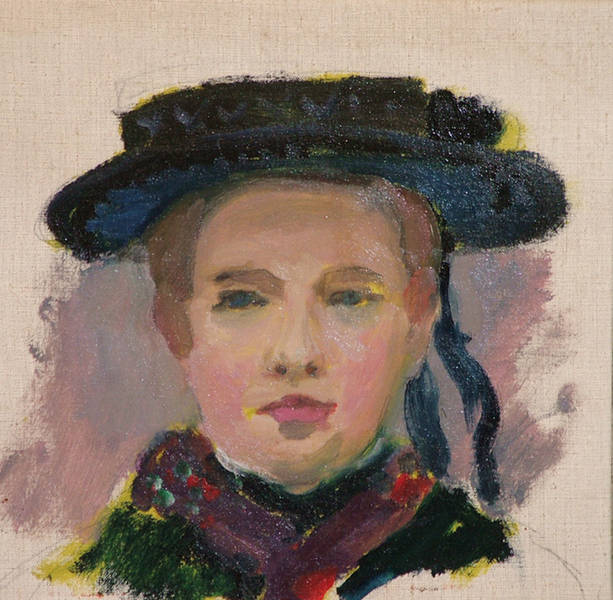
Porträt (ohne Jahr)

Karl Pferschy (geboren 23. März 1888 in Deutschlandsberg, Österreich-Ungarn; gestorben 23. August 1930 in Bozen, Königreich Italien) war ein österreichisch-italienischer Graphiker, Maler und Kunstgewerbler.

## Leben
Pferschys Familie übersiedelte 1898 nach Bozen, wo er die Bildhauerklasse der Bozner Kunstgewerbeschule besuchte. Er studierte Malerei an der Staatsgewerbeschule Graz und ab 1906 an der Kunstakademie München bei Peter Halm und Karl Raupp. In Bozen lernte er bei Carl Moser den Farbholzschnitt. Er war ordentliches Mitglied der Genossenschaft Bildender Künstler Steiermarks.
Pferschy arbeitete auch für die Glashütte in Kramsach und war graphischer Mitarbeiter der Zeitschrift Der Schlern.